# Johan von Mellen
Johan von Mellen, född 28 november 1736, död 24 november 1799 i Hjorteds församling, Kalmar län, var en svensk präst.

## Biografi
Johan von Mellen föddes 1736. Han var son till komministern i locknevi församling. von Mellen blev 1759 student vid Lunds universitet och prästvigdes 25 mars 1763. Han avlade pastoralexamen 26 juni 1772 och blev 1773 komminister i Linköpings församling. von Mellen blev 1781 kyrkoherde i Locknevi församling och 1791 kyrkoherde i Hjorteds församling. Han utnämndes till prost 1799 och avled samma år i Hjorteds socken.

### Familj
von Mellen gifte sig 11 november 1773 med Lovisa Augusta Möller (1753–1823), dotter till domprosten Levin Möller i Linköpings församling. De fick tillsammans barnen Anna Beata von Mellen (1775–1777), Maria Lovisa von Mellen (1776–1776), jägmästaren Levin Carolus von Mellen (1777–1825) vid Djurgården, Stockholm, Johan August von Mellen (1778–1781), Christian Henrik von Mellen (1779–1780), lantmäteriauskultanten Erik von Mellen (1780–1863), Christina Sofia von Mellen (1782–1852) som var gift med handelsmannen Carl Gustaf Falckert i Vidingsjö, S:t Lars socken, prästen Johan Ludvig von Mellen (1784–1812), kyrkoherden Enoch von Mellen i Västerlösa församling, Beata Lovisa von Mellen (1788–1828), Fredrika Ulrika von Mellen (1790–1790), komministern Christian August von Mellen i Motala församling och Anna Maria von Mellen (1795–1839).